# Goshen (Indiana)
Goshen es una ciudad ubicada en el condado de Elkhart en el estado estadounidense de Indiana. En el Censo de 2010 tenía una población de 31719 habitantes y una densidad poblacional de 738,47 personas por km².

## Geografía
Goshen se encuentra ubicada en las coordenadas 41°34′30″N 85°49′51″O / 41.57500, -85.83083. Según la Oficina del Censo de los Estados Unidos, Goshen tiene una superficie total de 42.95 km², de la cual 42.03 km² corresponden a tierra firme y (2.14%) 0.92 km² es agua.

## Demografía
Según el censo de 2010, había 31719 personas residiendo en Goshen. La densidad de población era de 738,47 hab./km². De los 31719 habitantes, Goshen estaba compuesto por el 78.22% blancos, el 2.57% eran afroamericanos, el 0.51% eran amerindios, el 1.2% eran asiáticos, el 0.03% eran isleños del Pacífico, el 14.8% eran de otras razas y el 2.66% pertenecían a dos o más razas. Del total de la población el 28.07% eran hispanos o latinos de cualquier raza.